# Pozdní tříletá válka
Pozdní tříletá válka (japonsky 後三年合戦, gosannen kassen) neboli válka Gosannen proběhla koncem 80. let 11. století v japonské provincii Mucu na ostrově Honšú.

## Historie
Pozdní tříletá válka byla součástí dlouhého boje o moc uvnitř a vně válečnických rodů té doby.
Tato válka vznikla jako důsledek série sporů uvnitř rodu Kijohara (někdy označovaného jako Kijowara). Dlouhotrvající nepokoje se stávaly nezvladatelnými, takže Jošiie Minamoto, který se roku 1083 stal správcem provincie Mucu, byl nucen vložit se do sporů mezi Masahirou, Iehirou a Narihirou Kijohary a pokusit se je uklidnit.
Jednání s Kijohary nebyla úspěšná, a tak musel Jošiie Minamoto použít k zastavení bojů vlastní armádu. Velkým pomocníkem v bojích proti vojskům znesvářených stran mu byl samuraj Kijohira Fudžiwara. Nakonec byli Iehira a Narihira zabiti.
Legendární se stala historka ze začátku tažení, kdy si Jošiie Minamoto během obléhání pevnosti Kanazawa všiml hejna ptáků, které vzlétlo vyplašeně z lesa, čímž se mu podařilo  vyhnout se nepřátelské léčce. To jen potvrdilo již známé velitelské schopnosti Jošiie Minamota.